# John Torrey
John Torrey (Nova Iorque, 15 de agosto de 1796 – Nova Iorque, 10 de março de 1873) foi um médico, químico e botânico norte-americano. Ao longo de grande parte de sua carreira, ele foi professor de química, muitas vezes em várias universidades, enquanto também se dedicava ao trabalho botânico, com foco na flora da América do Norte.
Seus trabalhos mais renomados incluem estudos da flora de Nova Iorque, da fronteira mexicana, das pesquisas ferroviárias do Pacífico e da incompleta Flora of North America.

## Biografia
Torrey nasceu na cidade de Nova Iorque em 1796, o segundo filho do capitão William e Margaret (nascida Nichols) Torrey. Ele demonstrou gosto pela mecânica e certa vez planejou se tornar um maquinista. Quando ele tinha 15 ou 16 anos, seu pai foi nomeado para a prisão estadual de Greenwich Village, Nova Iorque, onde foi orientado por Amos Eaton, então prisioneiro e mais tarde pioneiro dos estudos de história natural na América. Assim, ele aprendeu os elementos da botânica e algo de mineralogia e química. Em 1815 ele começou a estudar medicina com Wright Post e se formou em 1818. Ele abriu um consultório médico na cidade de Nova Iorque, enquanto dedicava seu tempo livre à botânica e outras atividades científicas.
Em 1817, ele se tornou um dos fundadores do Liceu de História Natural de Nova Iorque (atualmente Academia de Ciências de Nova Iorque), e uma de suas primeiras contribuições para este órgão foi Catalogue of Plants growing spontaneously within Thirty Miles of the City of New York (Albany, 1819). Sua publicação rendeu-lhe o reconhecimento de botânicos estrangeiros e nativos. Em 1824 ele publicou o único volume de sua Flora of the Northern and Middle States.
Ele achou a profissão médica desagradável e, em 5 de agosto de 1824, ingressou no Exército dos Estados Unidos como cirurgião assistente e tornou-se professor interino de química e geologia na academia militar de West Point. Três anos depois, tornou-se professor de química e botânica no College of Physicians and Surgeons de Nova Iorque (faculdade de medicina da Universidade de Columbia), onde permaneceu até 1855, quando foi nomeado professor emérito. Ele também foi professor de química em Princeton, de 1830 a 1854, e de química, mineralogia e botânica na Universidade da Cidade de Nova Iorque, de 1832/3. Ele renunciou ao cargo no Exército em 31 de agosto de 1828. Em 1835, foi eleito membro da Sociedade Filosófica Americana.
Em 1836 foi nomeado botânico do estado de Nova Iorque e produziu sua Flora daquele estado em 1843; enquanto de 1838 a 1843 ele continuou a publicação das primeiras porções de Flora of North America, com a ajuda de seu aluno, Asa Gray. A partir de 1853, ele foi o principal ensaiador do escritório de ensaio dos Estados Unidos na cidade de Nova Iorque, quando esse escritório foi estabelecido, mas continuou a se interessar pelo ensino botânico até sua morte. Foi frequentemente consultado pela Fazenda sobre assuntos relativos à cunhagem e à moeda, sendo enviado em diversas ocasiões em missões especiais para visitar as diferentes casas da moeda. Ele foi eleito membro associado da Academia Americana de Artes e Ciências em 1856.
Em 1856, Torrey foi escolhido curador do Columbia College e, em 1860, tendo presenteado a faculdade com seu herbário, com cerca de 50.000 exemplares, foi nomeado professor emérito de química e botânica. Na consolidação do College of Physicians and Surgeons com a Columbia em 1860, foi escolhido um de seus curadores. Seu conselho era frequentemente procurado sobre assuntos científicos por diversas empresas.
Torrey morreu em sua casa na cidade de Nova Iorque em 10 de março de 1873; ele foi enterrado no terreno da família no Cemitério Long Hill, Stirling, Nova Jérsei.

### Vida privada
Torrey casou-se com Eliza Shaw em 20 de abril de 1824; eles tiveram três filhas e um filho, Herbert, que se tornou Ensaio dos Estados Unidos.

## Publicações
As primeiras publicações de Torrey no American Journal of Science são sobre mineralogia. Em 1820, ele realizou o exame das plantas coletadas nas cabeceiras do Mississippi por David B. Douglass. No mesmo ano, recebeu as coleções feitas por Edwin James durante a expedição enviada às Montanhas Rochosas sob o comando do major Stephen H. Long. Seu relatório foi o primeiro tratado desse tipo nos Estados Unidos organizado sobre o sistema natural. Enquanto isso, Torrey havia planejado A Flora of the Northern and Middle United States, or a Systematic Arrangement and Description of all the Plants heretofore discovered in the United States North of Virginia, e em 1824 começou sua publicação em partes, mas foi logo suspenso devido à adoção geral do sistema natural de Antoine Laurent de Jussieu no lugar do de Carl Linnaeus. Em 1836, na organização do levantamento geológico de Nova Iorque, foi nomeado botânico e encarregado de preparar uma flora do estado. Seu relatório, composto por dois volumes in-quarto, foi publicado em 1843 e foi por muito tempo o mais abrangente de qualquer estado dos Estados Unidos. Em 1838, ele começou com Asa Gray The Flora of North America, que foi publicado em números irregulares até 1843, quando completaram as Compositae, mas novo material botânico acumulou-se em um ritmo tão rápido que foi considerado melhor interrompê-lo.
Posteriormente, Torrey publicou relatórios sobre as plantas coletadas por John C. Frémont na expedição às Montanhas Rochosas (1845), aquelas reunidas pelo Major William H. Emory em seu reconhecimento de Fort Leavenworth, Kansas, a San Diego, Califórnia (1848), os espécimes capturados pelo Capitão Howard Stansbury em sua expedição ao Grande Lago Salgado de Utah (1852), as plantas coletadas por John C. Frémont na Califórnia (1853), aquelas trazidas do Rio Vermelho da Louisiana pelo Capitão Randolph B. Marcy (1853), e a botânica da expedição do capitão Lorenzo Sitgreaves aos rios Zuni e Colorado (1854), também memórias sobre a botânica das várias expedições com o propósito de determinar a rota mais viável para uma ferrovia do Pacífico (1855–1860).
Ele relatou sobre a Botany of the Mexican Boundary Survey (1859), a da expedição ao Rio Colorado sob o comando do Tenente Joseph C. Ives (1861) e, em associação com Asa Gray, as coleções botânicas da expedição de exploração de Wilkes. Este último estava em suas mãos no momento de sua morte, tendo sua publicação sido adiada pela Guerra Civil.
Sua bibliografia é extensa, incluindo contribuições sobre assuntos botânicos para periódicos científicos e para as transações das sociedades das quais foi membro.